# Mimomyia splendens
Mimomyia splendens är en tvåvingeart som beskrevs av Theobald 1903. Mimomyia splendens ingår i släktet Mimomyia och familjen stickmyggor. Inga underarter finns listade i Catalogue of Life.